# Christine Ladd-Franklin
Christine Ladd-Franklin (Windsor, 1º dicembre 1847 – New York, 5 marzo 1930) è stata una psicologa, logica e matematica statunitense, nota per essere stata la prima donna americana a ricevere formalmente un'istruzione universitaria in matematica e logica simbolica. Il dottorato di ricerca però le fu assegnato nel 1926, 44 anni dopo il completamento degli studi.

## Vita e formazione
Christine Ladd, conosciuta anche con il soprannome di "Kitty", nacque il 1º dicembre 1847 a Windsor, nel Connecticut da Eliphalet, un commerciante, e Augusta (nata Niles) Ladd. Durante la sua prima infanzia, visse a New York City con i suoi genitori e il fratello minore Henry (nato nel 1850). Nel 1853, la famiglia tornò a Windsor, nel Connecticut, dove, l'anno successivo, nacque sua sorella Jane Augusta Ladd McCordia. La corrispondenza familiare mostra che Augusta e una delle sue sorelle erano entrambe convinte sostenitrici dei diritti delle donne. Prima ancora che la Ladd festeggiasse il suo quinto compleanno, sua madre la portò ad una conferenza tenuta da Elizabeth Oakes Smith, una nota sostenitrice dei diritti delle donne. Per di più, suo padre era un professore laureato che sosteneva l'educazione della figlia maggiore.
Dopo la morte di sua madre nella primavera del 1860 per polmonite, la Ladd andò a vivere con la nonna paterna a Portsmouth, nel New Hampshire, dove frequentò la scuola locale. Il padre della Ladd si risposò nel 1862 e da questo secondo matrimonio nacquero altri due figli, la sorellastra Katherine (nata nel 1862) e il fratellastro George (nato nel 1867). La Ladd era una bambina precoce che cercava di trovare "un mezzo per continuare la sua istruzione oltre la scuola secondaria". Suo padre la iscrisse a un programma biennale presso la scuola mista Wesleyan Academy di Wilbraham, nel Massachusetts, dove seguì gli stessi corsi seguiti dai ragazzi che si preparavano per l'accesso ad università come Harvard.
Nel 1865, la Ladd si laureò come valedictorian a alla Wesleyan Academy e proseguì gli studi al Vassar College, sostenuta della sua famiglia.
Nell'autunno del 1866, la Ladd si iscrisse al Vassar College grazie a un prestito da parte di sua zia, Juliet Niles, ma fu costretta a lasciare alla fine del semestre primaverile per mancanza di denaro. La Ladd lavorò poi come insegnante in una scuola pubblica fino a quando l'aiuto di sua zia le permise di rientrare nuovamente a Vassar e di laurearsi ottenendo il baccalaureato (A.B. degree) nel 1869. Mentre era lì, la Ladd iniziò a lavorare sotto la guida della docente di astronomia, Maria Mitchell, che era famosa per essere stata "la prima donna a scoprire una nuova cometa, usando un telescopio, nel 1847". La Mitchell era anche una suffragetta e si sforzò di ispirare le donne ad acquisire maggiore fiducia in se stesse per avere successo nel mondo accademico dell'epoca dominato dagli uomini. Sotto la guida della Mitchell, la Ladd divenne esperta e sviluppò l'amore per la fisica e la matematica. Poiché le donne nell'America del diciannovesimo secolo non erano ammesse nei laboratori di fisica, la Ladd scelse di studiare matematica. Più tardi nella sua vita, la Ladd avrebbe riflettuto sulla sua decisione e avrebbe detto che "se non fosse stato per l'impossibilità riservata alle donne, a quei tempi, nel caso delle donne, di ottenere l'accesso alle strutture di laboratorio", avrebbe proseguito con entusiasmo gli studi di fisica.
Nel 1887, il Vassar College assegnò alla Ladd un dottorato ad honorem (LL:D).

## Inizio della carriera
Dopo la laurea, la Ladd insegnò scienze e matematica a livello secondario a Washington, in Pennsylvania, aHollidaysburg, in Pennsylvania, nel Massachusetts e a New York per nove anni, anche se le annotazioni nel suo diario indicano che il suo interesse per l'insegnamento diminuì nel tempo. Durante questo periodo, contribuì con settantasette problemi e soluzioni matematiche all'Educational Times di Londra. Pubblicò anche sei articoli su The Analyst: A Journal of Pure and Applied Mathematics e tre sull'American Journal of Mathematics.

## Istruzione universitaria
Nel 1878, la Ladd fu ammessa alla Johns Hopkins University grazie all'aiuto di James J. Sylvester, un matematico inglese docente dell'Università che ricordò alcuni dei primi lavori della Ladd in Educational Times. La richiesta di borsa di studio della Ladd era firmata "C. Ladd" e l'Università gliela offrì senza rendersi conto che fosse una donna. Quando se ne resero conto, il consiglio cercò di revocare l'offerta, ma Sylvester insistette sul fatto che la Ladd dovesse essere una sua discepola, e così fu. Ottenne una borsa di studio per tre anni alla Johns Hopkins University, ma gli amministratori non permisero che il suo nome fosse stampato nelle circolari con quelli di altri borsisti, per paura di creare un precedente. Inoltre, il dissenso sulla sua continua presenza costrinse uno dei membri fondatori del consiglio di amministrazione a dimettersi.
Poiché l'università non approvava l'educazione mista, inizialmente alla Ladd fu consentito solo di frequentare le lezioni tenute da Sylvester. Tuttavia, dopo aver mostrato risultati eccezionali nei suoi corsi, la Ladd fu autorizzata a seguire corsi con altri professori. Anche se le fu assegnato uno stipendio, non le fu però permesso di ottenere il titolo di "Fellow". Durante il 1879-1880, la Ladd prese lezioni da Charles Sanders Peirce, che è stato definito il primo psicologo sperimentale americano. La Ladd fece una tesi "Sull'algebra della logica" con Peirce come relatore. La tesi fu pubblicata su Studies in Logic (CS Peirce, ed.) nel 1883. Nel 1884, la Ladd frequentò la master class di Kelvin e incontrò il suo futuro marito, Fabian Franklin .
Grazie ai suoi studi con Sylvester e Peirce, la Ladd diventò la prima donna americana a ricevere formalmente un'istruzione universitaria in matematica e logica simbolica. Dato che a quel tempo alle donne non era permesso laurearsi alla Johns Hopkins University, alla Ladd fu rifiutato il dottorato in matematica e logica, anche se fu la prima donna a completare tutti i requisiti richiesti dall'Università per ottenere un dottorato di ricerca. Alla fine l'Università le assegnò ufficialmente il dottorato di ricerca durante le celebrazioni del 50º anniversario nel 1926 quando aveva settantotto anni (44 anni dopo che se l'era già guadagnato).
Nel 1893, la Ladd fece domanda per un posto di insegnante presso la Johns Hopkins University, ma le fu negato. Nonostante questa battuta d'arresto, continuò ad essere persistente e determinata. Laurel Furumoto, nel suo lavoro che discute l'ambiente sociopolitico del tempo, osserva che "l'incapacità della Ladd di assicurarsi una posizione accademica regolare fu una conseguenza prevedibile, in quel periodo di tempo, della sua decisione di sposarsi". Undici anni dopo, nel 1904, le fu finalmente concesso il permesso di insegnare un corso all'anno. Per i successivi cinque anni la sua posizione alla Johns Hopkins University fu sottoposta ad approvazione e rinnovo su base annuale. In quel periodo, le donne che erano abbastanza fortunate da ottenere posizioni accademiche nelle università,  spesso sceglievano queste posizioni nonostante la mancanza di compenso. La Ladd non si comportò diversamente. Molte delle posizioni di insegnamento che ricoprì furono su base volontaria, e crearono notevoli problemi finanziari a lei e alla sua famiglia. Tuttavia, è evidente che la Ladd attribuiva un alto valore alla sua capacità di ottenere le affiliazioni accademiche necessarie per contribuire in maniera concreta nel suo campo.

## Vita personale e filosofia
Dopo il matrimonio con Fabian Franklin il 24 agosto 1882, La Ladd adottò il nome Christine Ladd-Franklin. La coppia ebbe due figli, uno dei quali morì in tenera età. L'altra, Margaret Ladd-Franklin, divenne un membro di spicco nel movimento per il suffragio femminile . La Ladd-Franklin scriveva spesso dell'ingiustizia che osservava nell'oppressione del sesso femminile. In uno dei suoi contributi sulla rivista universitaria, mentre era al Vassar College, descrisse la sua delusione per le opinioni della società riguardo alle donne e fra le donne, affermando: 
(22 settembre 1866)
In un'altra annotazione sulla rivista scrive della mancanza di riconoscimento delle donne che avevano conseguito lauree di istruzione superiore, 
La Ladd morì il 5 marzo 1930 a New York, Stato di New York.

## Principali contributi e risultati
Dopo aver lasciato l'Università Johns Hopkins, La Ladd-Franklin lavorò con lo psicologo tedesco GE Müller, svolgendo un lavoro sperimentale sulla vista. Sebbene anche in Germania le donne in ambienti accademici e laboratori fossero considerate sgradite come negli Stati Uniti, La Ladd riuscì ad ottenere un posto. Fu anche in grado di lavorare nel laboratorio di Hermann von Helmholtz, dove frequentò le sue lezioni sulla teoria della visione dei colori. Dopo aver frequentato queste lezioni, la Ladd-Franklin sviluppò la sua teoria della visione dei colori. Nel 1929 pubblicò Color and Color Theories .

### La teoria della visione dei colori della Ladd-Franklin
Uno dei principali contributi che la Ladd-Franklin ha dato alla psicologia è stata la sua teoria della visione dei colori, basata sull'evoluzione. La Ladd-Franklin osservò che: "alcuni animali sono discromatopsici e presuppose che la visione acromatica fosse apparsa prima nell'evoluzione e la visione dei colori fosse arrivata dopo". Dava per scontato, inoltre, che l'occhio umano portasse frammenti del suo precedente sviluppo evolutivo. Osservò che la parte dell'occhio più evoluta fosse la fovea, dove, almeno alla luce del giorno, l'acuità visiva e la sensibilità al colore sono maggiori. La Ladd-Franklin presuppose che la visione periferica (fornita dai bastoncelli della retina) fosse più primitiva della visione foveale (fornita dai coni della retina) perché la visione notturna e il rilevamento del movimento sono cruciali per la sopravvivenza."

### Fasi della visione dei colori
La Ladd-Franklin arrivò alla conclusione che la visione dei colori si è evoluta in tre fasi: visione acromatica (bianco e nero), sensibilità blu-giallo e sensibilità rosso-verde. Poiché la sensibilità al rosso-verde è stata l'ultima ad evolversi, questo spiega perché molte persone soffrono di discromatopsia rosso-verde. Il tipo successivo di discromatopsia, che colpisce una piccola percentuale di popolazione, è la tritanopia. Poiché la visione acromatica è stata la prima ad evolversi, ciò spiega perché la maggior parte della popolazione non è affetta da acromatopsia.

### Matematica e logica
La Ladd-Franklin fu la prima donna a vedere un suo articolo pubblicato sull'Analyst. Fu anche la prima donna a ricevere un dottorato di ricerca in matematica e logica. La maggior parte delle sue pubblicazioni si basava sui processi visivi e sulla logica. Le sue opinioni sulla logica influenzarono la logica di Charles S. Peirce e fu molto stimata dal Priore.

### Coinvolgimento professionale
La Ladd-Franklin fu tra le prime donne a essere iscritte all'Associazione statunitense di psicologia nel dicembre 1893. Dal 1894 al 1925, presentò dieci articoli scientifici alle riunioni dell'APA. Fu anche una delle prime donne ad essere membro della Optical Society of America nel 1919. Durante gli incontri della società tenne sei conferenze e fece due mostre. La Ladd-Franklin fu inclusa nel Who's Who in America durante il 1901-1902 e il 1914-1915. Rimase iscritta ad entrambe le società scientifiche fino alla sua morte.  Fu anche un membro di spicco del movimento per i diritti delle donne.
Nel 1948 Bertrand Russell scrisse: "Una volta ho ricevuto una lettera da un eminente logico, la Sig.ra Christine Ladd-Franklin, che diceva diessere una solipsista, e fu sorpresa di sapere che non ce ne fossero altre. Venendo da una logica e solipsista, la sua sorpresa mi sorprese."

## Opere
- "Quaternions", The Analyst v. 4, n. 6, pp. 172–4 (Nov 1877). Google Books The Analyst p. 172 in n. 6 (November) in v. 4 (1877). Also JSTOR "Quaternions" first page.(Several journals have been called "The Analyst". See The Analyst. Internet searches for The Analyst, the one which became The Annals of Mathematics, should use the search phrase "The Analyst" mathematics, otherwise The Analyst (rivista di chimica) will dominate search results.)
- "On the Algebra of Logic" in Studies in Logic, C. S. Peirce, ed., pp. 17–71, 1883. Google Books Eprint. Internet Archive Eprint.
- "A Method for the Experimental Determination of the Horopter" in the American Journal of Psychology, v. 1, n. 1 pp. 99–111, November 1887. JSTOR .
- "On Some Characteristics of Symbolic Logic" in the American Journal of Psychology, v. 2, n. 4, pp. 543–567, August 1889. Google Books Eprint. Internet Archive Eprint.
- "Epistemology for the logician" in Verhandlungen des III. Internationalen Kongresses fur Philosophie., pp. 64–670, 1908. Also separately as an offprint.
- "Charles Peirce at the Johns Hopkins", The Journal of Philosophy, Psychology, and Scientific Methods v. 13, n. 26, 715–723, December 1916. Google Books Eprint (badly done) and seek the text.
- "The Reddish Blue Arcs and the Reddish Blue Glow of the Retina; an Emanation from Stimulated Nerve Fibre." in VIIIth International Congress of Psychology: Proceedings and Papers, 1926.
- Colour and Colour Theories, Routledge, 320 pages, 1929.